# 가비 호프먼
개비 호프먼(Gaby Hoffmann, 영어 발음: /ˈɡæbi/, 1982년 1월 8일 ~ )은 미국의 배우이다. 《걸스》(2014-17) 등을 통해 프라임타임 에미상에 세 차례 후보로 올랐다.

## 출연 작품

### 영화
- 꿈의 구장 (1989)
- 아저씨는 못말려 (1989)
- 행복 찾기 (1992)
- 시애틀의 잠 못 이루는 밤 (1993)
- 더 페이스 (1993)
- 나우 앤 덴 (1995)
- 볼케이노 (1997)
- 프리티 펀치 (1998, All I Wanna Do)
- 비포 뉴 이어 (1999)
- 유 캔 카운트 온 미 (2000)
- 익스트림 NO. 13 (2010)
- 오브비어스 차일드 (2014)
- 와일드 (2014)
- 컴온 컴온 (2021)

### 텔레비전
- 로앤오더: 뉴욕 특수수사대 (2005)
- 프라이빗 프랙티스 (2010)
- 굿 와이프 (2011)
- 홈랜드 (2011)
- 루이 (2012)
- 걸스 (2014-17)